# Francisco Sánchez de la Fuente
Francisco Sánchez de la Fuente (falecido em setembro de 1498) foi um prelado católico romano que serviu como Bispo de Córdoba (1496–1498) e Bispo de Ávila (1493–1496).

## Biografia
Em 1493, Francisco Sánchez de la Fuente foi escolhido pelo Rei de Espanha e confirmado pelo Papa Alexandre VI como Bispo de Ávila. Em 1496, foi nomeado pelo Papa Alexandre VI como Bispo de Córdoba. Serviu como Bispo de Córdoba até à sua morte em setembro de 1498.